# Highway to Heaven
Highway to Heaven was een televisiedrama dat bij NBC draaide van 1984 tot 1989.
Michael Landon speelde Jonathan Smith, een engel die naar de aarde was gestuurd, samen met zijn metgezel Mark Gordon, gespeeld door Victor French. Deze derde populaire televisieserie met Michael Landon  (na Bonanza en Little House on the Prairie), stopte abrupt als gevolg van de staking van leden van de Writers Guild of America, East en Writers Guild of America, West in 1988.
Filmlocaties waren onder meer Los Angeles, Simi Valley, Stanislaus National Forest en Tuolumne County, alle in Californië, USA.
Gaststerren Devon Odessa, Alyson Croft, en Joshua John Miller wonnen allemaal een Young Artist Award voor hun optreden.
In Nederland is de serie uitgezonden door de KRO.